# (6734) Benzenberg
(6734) Benzenberg ist ein Asteroid des äußeren Hauptgürtels, der am 23. März 1992 von den japanischen Astronomen Seiji Ueda und Hiroshi Kaneda an der Sternwarte in Kushiro-shi (IAU-Code 399), einer Großstadt im Osten der Insel Hokkaidō und Verwaltungssitz der Unterpräfektur Kushiro, in Japan entdeckt wurde.
Der Asteroid gehört zur Eos-Familie, einer Gruppe von Asteroiden, welche typischerweise große Halbachsen von 2,95 bis 3,1 AE aufweisen, nach innen begrenzt von der Kirkwoodlücke der 7:3-Resonanz mit Jupiter, sowie Bahnneigungen zwischen 8° und 12°. Die Gruppe ist nach dem Asteroiden (221) Eos benannt. Es wird vermutet, dass die Familie vor mehr als einer Milliarde Jahren durch eine Kollision entstanden ist.
Der Himmelskörper wurde am 30. Juli 2007 nach dem deutschen Physiker, Geodäten und Publizisten Johann Friedrich Benzenberg (1777–1846) benannt, der eine eigene Schule für Landvermesser gründete, für die er auch das grundlegende Werk Handbuch der angewandten Geometrie (3 Bde., Düsseldorf 1815) verfasste und 1843 in Düsseldorf-Bilk eine private Sternwarte errichtete, die er der Stadt vermachte.